# Đạn pháo
Đạn pháo là loại đạn được bắn từ các loại pháo để tiêu diệt các mục tiêu như sinh lực, phương tiện, trang bị; phá hủy nhà cửa, các công trình quân sự, sở chỉ huy; làm hư hỏng các loại vũ khí, thiết bị quân sự. Đạn pháo, khác với đạn súng, nó chứa thuốc nổ hoặc những vật nhồi khác. Đạn pháo cũng khác với đạn cối (loại đạn bắn theo đường cầu vồng), nó thường là loại bắn thẳng vào những mục tiêu không bị che khuất bởi núi đồi. 
Đạn pháo thường được bắn từ pháo mặt đất, pháo trên tăng, pháo trên xe bọc thép, pháo trên các tàu chiến.
Đạn pháo thường có hình trụ tròn, phía đầu có hình ô val để tạo hình dạng khí động học cho đạn khi bay, phía đáy đạn thường thon nhọn; nhưng cũng có một số loại có hình dạng hoàn toàn khác biệt.

## Lịch sử
Đạn pháo có chứa thuốc nổ đã không xuất hiện trước thế kỷ 16, khi đó các viên bi hình tròn bằng đá hoặc bằng thép được nhồi thuốc súng và chất cháy chậm hoạt động như một cái ngòi được bắn từ các pháo cối. Lửa từ phát bắn của súng mồi cho ngòi hoạt động tại một thời điểm nhất định. trong thực tế không phải lúc nào việc bắn cũng mồi lửa cho ngòi hoạt động và phần lớn thời gian ngòi hoạt động là không chắc chắn và tin cậy.
Năm 1823, loại pháo đầu tiên bắn đạn có thuốc nổ theo quỹ đạo thẳng của pháo đã được phát minh bởi tướng Pháp Henri-Joseph Paixhans.

## Cỡ đạn
Cỡ đạn chính là đường kính của nó. Tùy theo từng thời kỳ lịch sử, từng quốc gia, cỡ đạn có thể được tính theo đơn vị mm, cm, hay inch.

## Phân loại
Có nhiều phương pháp phân loại khác nhau. Về cơ bản đạn pháo có thể chia thành các loại

### Loại nổ mạnh (High explosive - HE)
Loại đạn pháo phổ biến thường gặp nhất là loại nổ mạnh, được ký hiệu đơn giản HE (high explosive). Chúng thường có vỏ thép, chất nổ, và một ngòi đạn. Ngòi đạn làm nổ đạn, tạo ra các mảnh văng. Các mảnh văng có tốc độ lớn gây tác dụng tại mục tiêu. Hầu hết sự thiệt hại gây ra bởi các mảnh văng của đạn hơn là sản phẩm của vụ nổ. Tùy thuộc vào loại ngòi sử dụng, đạn nổ mạnh có thể nổ ở trên mặt đất, trên không, hoặc sau khi xuyên xuống đất một khoảng nhất định.

### Đạn xuyên giáp (Armor piercing - AP)
Là loại đạn chuyên dụng dùng để tiêu diệt các mục tiêu hạng nặng. Đạn xuyên giáp thường được bắn từ xe tăng, tàu chiến vì có thể chọc thủng giáp kim loại của đối phương dễ dàng. Tuy nhiên, đạn xuyên giáp có tầm sát thương quá nhỏ nên không nhắm tới mục tiêu bộ binh hay máy bay.

### Đạn xuyên giáp dưới cỡ nòng (APDS)
là loại đạn pháo có đường kính phần sát thương (lõi đạn) nhỏ hơn cỡ nòng của pháo. Thực tế, đạn dưới cỡ là một dạng đạn pháo xuyên thép bằng động năng.

### Đạn xuyên giáp cánh ổn định dưới cỡ nòng (APFSDS)

Một loại đạn APFSDS

một loại đạn xuyên động năng sử dụng để chống các loại xe thiết giáp hiện đại. Loại đạn này được trang bị trên các loại xe tăng chủ lực, và là bước phát triển tiếp theo của loại đạn xuyên giáp thoát vỏ (Armour-Piercing Discarding Sabot (APDS), mà ngày nay vẫn còn được sử dụng trên các hệ thống vũ khí cỡ nòng nhỏ và trung bình.

### Đạn nổ mạnh chống tăng (HEAT)
Đạn nổ mạnh chống tăng (HEAT) là nhóm đạn vận dụng hiệu ứng xuyên lõm (hiệu ứng Munroe) để xuyên phá các mục tiêu như xe tăng, xe bọc thép. Chúng cực kỳ hữu hiệu trong việc xuyên thủng và phá hủy các xe bọc thép tiêu chuẩn nhưng ít hiệu quả trong việc chống lại những xe bọc thép có vỏ nhiều lớp, sử dụng chất liệu chống lại sự xuyên thủng của đạn. Hiệu quả của đạn không phụ thuộc vào tốc độ tại thời điểm va chạm mục tiêu, nghĩa là nó không phụ thuộc vào tầm bắn: ở khoảng cách 1000m cũng có hiệu quả xuyên phá như ở cự ly 100m.

### Đạn nổ mạnh dẻo (High explosive plastic - HEP / High explosive squash head - HESH)
Một loại đạn nổ sử dụng chất nổ dẻo phù hợp với bề mặt của mục tiêu trước khi phát nổ, để cải thiện việc chuyển năng lượng nổ tới mục tiêu. Đạn nổ dẻo tương tự như đạn nổ cao và rất phù hợp với nhiều mục tiêu giống nhau. Tuy nhiên, mặc dù đạn HESH không có tính xuyên giáp, nhưng chúng có khả năng hạ gục các mục tiêu bọc thép bằng cách gây ra  tia lửa có thể làm bị thương hoặc giết người trong xe bọc thép.
Kể từ những năm 1970, đạn HESH ngày càng không được ưa chuộng khi các thiết kế giáp có xu hướng hướng tới vật liệu tổng hợp nhiều lớp bằng kim loại cứng và vật liệu chịu nhiệt. Loại  giáp này dẫn sóng xung kích kém. Các thiết bị chống bắn pháo ( ống lót ), được làm bằng vật liệu như Kevlar , thường được lắp vào bề mặt bên trong của các phương tiện bọc thép hiện đại để giảm thiểu tác động bắn pháo. Một lý do khác khiến việc sử dụng đạn HESH ngày càng giảm là sự ưa thích của hầu hết quân đội đối với súng ống trơn do sử dụng loại phá hoại ổn định bằng vây xuyên giáp công suất cao làm giảm đáng kể tuổi thọ của nòng súng.

### Đạn dẫn đường
Điển hình là loại đạn 2K25 Krasnopol là đạn pháo dẫn đường chính xác được Liên Xô nghiên cứu từ những năm 1970, và chính thức được đưa vào sản xuất từ năm 1986. Loại đạn pháo này được thiết kế nhằm mục đích tấn công các mục tiêu quân sự của đối phương như xe tăng, xe bọc thép, boong ke, công trình quân sự hay thậm chí cả những mục tiêu trên mặt nước như tàu thuyền.Nhờ việc dẫn đường bán chủ động bằng laser được thực hiện bằng lực lượng trinh sát mặt đất hay các phương tiện quân sự khác như máy bay hay máy bay không người lái… Krasnopol khi sắp tiếp cận mục tiêu sẽ khởi động đầu dò laser bán chủ động tự dẫn, từ đó bắn thẳng tới vị trí mục tiêu đối phương bị tia laser chiếu vào.

### Đạn chùm
Đạn gồm nhiều mảnh nhỏ, khi bắn các mảnh này bay ra cùng lúc theo dạng chùm tới mục tiêu.

### Đạn hóa học
Xem ở Vũ khí hóa học
Đạn chứa các chất hóa học như hơi cay, hơi độc,...

#### Đạn khói
Đạn khói được thiết kế để tạo ra một màn khói. Thường dùng để tạo trận địa ngụy trang.

#### Đạn chiếu sáng
Đạn được thiết kế chứa các chất cháy tạo ra ánh sáng cường độ cao. Đạn có thể có thêm dù để làm giảm tốc độ rơi, tăng thời gian chiếu sáng. Thường được dùng để chiếu sáng ban đêm.

#### Đạn chứa các đạn thứ cấp
Đạn có lõi rỗng vỏ mỏng (đạn mẹ), trong chứa các đạn nhỏ hơn(đạn con). Khi bắn, một cơ cấu trên đạn mẹ được tinh chỉnh sao cho khi đến thời điểm nhất đỉnh sẽ tách vỏ đạn mẹ, các đạn con bung ra tấn công mục tiêu.